# 提米蒙
提米蒙（阿拉伯语：‎）是阿尔及利亚阿德拉尔省的一个镇。